# Fluoruro di Nitrile
Il fluoruro di nitroile (formula NO2F) è un gas incolore altamente ossidante, che viene utilizzato come agente fluorurante o nitrante.
La sua sintesi è stata descritta per la prima volta nel 1905 da Henri Moissan e Paul Lebeau.
È una specie molecolare, non ionica, come confermato dal suo basso punto di ebollizione. La struttura presenta un azoto planare con una lunghezza del legame N-F di 135 pm.

## Sintesi
Henri Moissan e Lebeau documentarono la preparazione del fluoruro di nitrile nel 1905 mediante fluorurazione del biossido di azoto. Questa reazione è altamente esotermica e difficile da controllare.
{\displaystyle {\ce {N2O4(l) + F2(g) -> 2 NO2F(g)}}}
Altri metodi di sintesi, con apparecchiature più moderne hanno dato risultati più soddisfacenti.
Un'altra via di sintesi del fluoruro di nitrile consiste nel far reagire un nitrito con fluoro a temperatura ambiente.
{\displaystyle {\ce {NO2- + F2 -> NO2F + F-}}}
Esistono metodi per preparare il fluoruro di nitrile senza l'utilizzo di Fluoro.
È possibile utilizzare come reagente il fluoruro di cobalto(III):
{\displaystyle {\ce {NO2 + CoF3 -> NO2F + CoF2}}}
Il CoF2 può essere poi ritrasformato in CoF3 mediante reazione con F2. Al posto del cobalto è possibile utilizzare cerio, manganese e argento.
Una variante di questa via di sintesi consiste nell'utilizzo di Pentossido di diazoto e sodio fluoruro.
{\displaystyle {\ce {N2O5 + NaF -> NO2F + NaNO3}}}
Un altro metodo di sintesi del fluoruro di nitrile consiste nella decomposizione controllata di un suo sale in presenza di un fluoruro alcalino.
{\displaystyle {\ce {NO2X + F- -> NO2F + X-}}}
X= BF4 ; SiF6 ; ClO4 ; PF6

## Caratteristiche termodinamiche
Le proprietà termodinamiche di questo gas sono state determinate mediante spettroscopia IR e Raman:
- L'equilibrio della decomposizione unimolecolare di FNO2 è favorevole ai reagenti di almeno sei ordini di grandezza a 500 K e di due ordini di grandezza a 1000 K.[14]
- La decomposizione termica omogenea non può essere studiata a temperature inferiori a 1200 K.[14]
- L'equilibrio si sposta verso i reagenti con l'aumentare della temperatura.[14]
- L'energia di dissociazione di 46,0 kcal/mol del legame N-F nel fluoruro di nitrile è di circa 18 kcal/mol inferiore alla normale energia del legame singolo N-F. Ciò può essere attribuito all '“energia di riorganizzazione” del radicale NO2∗; il radicale NO2∗ in FNO2 è infatti meno stabile della molecola di NO2 libera. Qualitativamente parlando, l'elettrone dispari nel legame N-F forma un legame risonante a tre elettroni nell'NO2 libero, stabilizzando così la molecola con un guadagno di 18 kcal/mol.[14]

## Reazioni
Il fluoruro di nitrile può essere utilizzato per preparare nitrocomposti organici e nitroesteri.
In queste reazioni, ove agisce come elettrofilo, viene convertito nella sua forma attiva: lo ione nitronio NO2+.

## Indicazioni di sicurezza
Per via della sua elevata reattività deve essere maneggiato in apparecchi di quarzo, PTFE o leghe di nickel. È estremamente tossico, a contatto con l'umidità libera vapori di acido fluoridrico e ossidi di azoto.